# Нова-Міланезе
Нова-Міланезе (італ. Nova Milanese) — муніципалітет в Італії, у регіоні Ломбардія,  провінція Монца і Бріанца.
Нова-Міланезе розташована на відстані близько 490 км на північний захід від Рима, 14 км на північ від Мілана, 6 км на захід від Монци.
Населення — 23 337 осіб (2014).
Покровитель — Sant'Antonino.

## Демографія
Населення за роками:

Станом на 1 січня 2023 року в муніципалітеті офіційно проживали 2332 іноземці з 72 країн, серед них 939 громадян країн Євросоюзу та 136 громадян України.

## Сусідні муніципалітети
- Чинізелло-Бальсамо
- Дезіо
- Муджо
- Падерно-Дуньяно
- Варедо